# Дева (замок)
Дева (рум. Cetatea Devei) — руинированный средневековый замок на вершине холма у города Дева в Румынии.

## Этимология
Предположительно название «Дева» произошло от древнего дакийского слова «dava» (крепость). По другой версии, название крепости и городу дал II Августов легион, переведённый сюда из британского города Дева (ныне — Честер). Дальнейшая судьба первоначальной (дако-римской) крепости Дева неизвестна науке…

## История замка
Средневековый замок Дева (вокруг которого или вырос, или ещё раньше существовал одноименный город) был построен на левом берегу реки Муреш, на конусообразном холме вулканического происхождения, возвышающемся над городскими кварталами. Холм этот относится к отрогам карпатской горной системы Пояна-Руска. 
Первое письменное упоминание замка относится к 1269 году, когда Иштван V, король Венгрии и князь Трансильвании, пожаловал «королевский замок Дева» графу Чилу, или Чалничу. Замок Дева считался одной из мощнейших трансильванских твердынь. В 1273 году под его стенами полководец Петер I Чак, тогдашний палатин Венгрии нанёс жестокое поражение куманам (половцам). Это был отец знаменитого Матуша Чака. В одном из латинских писем короля Ласло IV (кумана по матери) упоминается: …sub castro Dewa contra Cumanorum exercitur viriliter dimicavit… В самом конце XIII века замком Дева владел Ласло Кан (Ladislaus Kán), воевода Трансильвании. Он разместил в замке сильный гарнизон и свой придворный штат.
В 1307 году поселение вокруг замка Дева получило городской статус. На средневековых картах город и замок Дева фигурируют под именами «Дева», «Деван» и «Димрих».
В годы правления князя Яноша Хуньяди Дева стала важным военным и административным центром Трансильвании… После катастрофы при Мохаче замок был подарен воеводе Петеру Переньи, в 1529 году его приобрёл Янош Запольяи, который подарил его своей жене Изабелле в 1539 году. В ноябре 1550 года Янош Тёрёк одержал здесь победу над передовыми силами Касим-паши. При этом замок сильно пострадал от осаждавших его турок-османов. В 1552 г. император Фердинанд I пожаловал капитану Иштвану Добо, геройскому защитнику Эгера, трансильванские замки Дева и Самошуйвар (Szamosújvár, ныне Герла в Румынии). Добо основательно реконструировал Деву. В 1553 году Иштван Добо был назначен воеводой Трансильвании. Когда же Трансильвания отсоединилась в 1556 году от Венгрии — Добо в качестве компенсации получил во владение замок с созвучным именем Лева (Léva) - ныне Левице в Словакии)…
В 1601 — 1604 годах Дева была резиденцией Джорджо Баста, имперского наместника Трансильвании. Его непомерная жестокость стала причиной вспыхнувшего в 1603 г. восстания, подавленного Бастой через год. В 1606 г. Баста вышел в отставку.
В 1621 году трансильванский князь Габор Бетлен перестроил замок в ренессансном стиле.
В 1661 году здесь был провозглашён трансильванским князем Михай I Апафи.
В 1705 г. город и замок Девау взяли восставшие против Габсбургской тирании Куруцы. С ноября 1705 г. по 22 февраля 1706 г. комендантом Девы был Андраш Чаки (Csáky András), представитель одной из ветвей вышеупомянутого рода Чак.
В 1849 году Деву взял Юзеф Бем — венгерский генерал польского происхождения. Во время его отступления 13 августа 1849 года произошёл грандиозный пожар. Взрыв пороха в замковом арсенале почти уничтожил средневековую твердыню.
В 1918 г. замок Дева перешёл (в составе Трансильвании) в румынские руки. 

## Описание
Территория замка имеет статус заповедника. В настоящее время ведётся реставрация замка. 
Для облегчения доступа туристам на самом крутом склоне холма установлен наклонный лифт (рум. telecabina).

## Галерея
- Уцелевшая замковая стена
- Уцелевшая замковая стена
- Руины замковой башни
- Реставрационные леса 2008 года
- Реставрационные леса 2008 года
- Трасса наклонного лифта